# Peristéri
Peristéri (en grec moderne : Περιστέρι) est un dème (municipalité) de la banlieue ouest d'Athènes, dans la périphérie d'Attique (Grèce). Par le nombre d'habitants (près de 135 000 selon le recensement de 2021), elle est la septième ville de Grèce et la deuxième banlieue d'Athènes après Le Pirée.

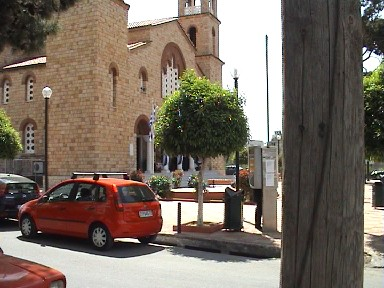
L'église Ágios Ioánnis, dans le quartier de Néa Sepólia à Peristéri.

## Géographie
Peristéri est à 5 km au nord-ouest du centre d'Athènes. Elle est bordée par le Céphise.

## Population
| 1981    | 1991    | 2001    | 2011    | 2021    |
| ------- | ------- | ------- | ------- | ------- |
| 140 858 | 137 288 | 137 918 | 139 981 | 133 630 |

## Transport
Trois stations de la ligne 2 du métro d'Athènes sont établies sur son territoire : Anthoúpoli, Peristéri et Ágios Antónios.

## Économie
L'activité de la ville est principalement industrielle. Sklavenítis, plus grand groupe de supermarchés en Grèce, a son siège social dans la ville.

## Jumelages
| Ville | Ville   | Pays | Pays     |
| ----- | ------- | ---- | -------- |
|       | Giurgiu |      | Roumanie |
|       | Iași    |      | Roumanie |
|       | Roussé  |      | Bulgarie |

## Sports
La Péristeri Arena (en), inaugurée en 1989, accueille notamment des matchs de basket-ball ou des événements particuliers tels que le handball aux Jeux méditerranéens de 1991 et la boxe aux JO de 2004.
La ville compte également deux clubs reconnus :
- Atromitos FC, club de football de la ville
- Peristéri BC, club de basket-ball de la ville